# بوخ أم إيركل
بوخ أم إيركل (بالألمانية: Buch am Irchel) هي إحدى بلديات مقاطعة أندلفينغن في كانتون زيورخ في سويسرا. تبلغ مساحتها 10.26 كيلومتر مربع، ويقدر عدد سكانها بـ 971 نسمة (حسب تعداد ديسمبر 2017).